# 金水敏
金水敏（きんすい さとし，1956年4月29日－），日本的日语学者，大阪大学名誉教授，日本学士院会员。

## 经历
出生于日本大阪府大阪市，住在兵库县西宫市。就读于大阪府立北野高中时担任管弦乐部的部长。1979年毕业于东京大学文学部国文科，1982年从东京大学研究生院人文科学研究科博士课程中途退学，担任东京大学文学部助手，1983年担任神户大学教养部讲师，1987年担任大阪女子大学讲师，1990年担任神户大学文学部副教授，1998年担任大阪大学文学部副教授，2001年升任研究生院文学研究科教授。
他的研究兴趣广泛，覆盖从古典到现代的日语语法，近年来他一直在倡导和研究角色词（日语：役割語）。 1992年获得丰田实奖，2006年凭借《日本语存在表现的历史》获得新村出奖。2020年，他将被选为日本学士会的成员。
现任担任日本语学会评议员、日本语言学会委员、语言处理学会理事、日语语法学会副会长兼评议委员、日语语用学学会评议员。并担任日本学术会议会员。
2022年，从大阪大学退职。

## 著作
- 『ヴァーチャル日本語　役割語の謎』岩波書店、2003
- 『日本語存在表現の歴史』ひつじ書房、2006
- 『コレモ日本語アルカ?　異人のことばが生まれるとき』そうだったんだ!日本語　岩波書店、2014